# Achyra coelatalis
Achyra coelatalis là một loài bướm đêm trong họ Crambidae.